# Sébastien Nadot
Pour les articles homonymes, voir Nadot.
Sébastien Nadot, né le 8 juillet 1972 à Fleurance (France), est un historien, écrivain et homme politique français.
Professeur agrégé d'éducation physique et sportive, également docteur en histoire, il a été membre associé du Conseil économique, social et environnemental (CESE), section emploi et travail, de décembre 2015 au 18 juin 2017, date à laquelle il est élu député de la dixième circonscription de la Haute-Garonne.
En décembre 2018, il est exclu du groupe La République en marche (LREM) pour avoir voté contre le projet de budget 2019 défendu par le gouvernement. Il quitte alors le parti La République en marche. En mai 2020, il rejoint le nouveau groupe Écologie démocratie solidarité (EDS), constitué essentiellement d'anciens membres du groupe LREM comme Mathieu Orphelin ou Cédric Villani ainsi que Delphine Batho en provenance du groupe Socialiste. Celui-ci disparaît faute de membre en octobre 2020. En mars 2021, il rejoint le groupe Libertés et territoires.
De mai 2021 à novembre 2021, il est président de la commission d’enquête parlementaire sur les migrations, les déplacements de population et les conditions de vie et d’accès aux droits des migrants, réfugiés et apatrides au regard des engagements nationaux, européen et internationaux de la France, concluant à un échec de la promesse républicaine d'accueil dans la dignité des personnes étrangères en France,.
Il ne se représente pas pour un second mandat aux élections législatives de 2022.

## Biographie

### Jeunesse et études
Sébastien Nadot suit ses études secondaires au lycée Marguerite de Navarre de Bourges, et obtient un baccalauréat scientifique en 1990. Il obtient une licence de STAPS en 1993 à l'université Paris-Descartes, ainsi que l'agrégation d'EPS en 1997, préparée à l'université Paris-Nanterre.
En 2000, il reprend ses études et obtient un diplômes d'études approfondies d'histoire à l'EHESS (2002), et un doctorat en histoire médiévale, au sein de l'EHESS, en 2009,.
Entre 2015 et 2016, il suit un master d'affaires publiques en formation continue à l'Institut d'études politiques de Toulouse.

### Parcours professionnel
Sébastien Nadot a enseigné dans différents établissements d'enseignement secondaire et universitaire et en Centre de formation d'apprentis (Mantes-la-Jolie, Orléans, Bourges, Nice, Toulouse, plusieurs établissements de Haute-Garonne).
Il a enseigné l'histoire à l'université d'Orléans (1998-2003) et à l'université de Nice (2005-2008).
Il assure le commissariat de l'exposition « Défis et sports de l'Antiquité à la Renaissance » avec l'étruscologue Jean Paul Thuillier à l'Hôtel départemental des expositions du Var à Draguignan de décembre 2023 à mars 2024.

### Carrière politique

#### Candidature à l'élection présidentielle de 2017
Il est candidat à l'élection présidentielle de 2017 porté par le Mouvement des progressistes. Sa candidature devait initialement s'insérer dans la primaire citoyenne de 2017 mais le premier secrétaire du Parti socialiste Jean-Christophe Cambadélis restreint les conditions de dépôt des candidatures, rendant impossible celle de Sébastien Nadot. Il est le premier homme politique français à avoir utilisé une affiche de campagne à réalité augmentée.
En janvier 2017, il publie un conte politique intitulé Reinette 2.0. Dans ce roman, il aborde le rapport entre démocratie, Internet et réseaux sociaux.
En février 2017, face à la difficulté de recueillir les 500 parrainages nécessaires pour se présenter à l'élection présidentielle, il annonce son retrait, pour soutenir à titre personnel Emmanuel Macron, et intègre le conseil politique d'En marche.

#### Député de laXVelégislature
Il est investi par En marche pour être candidat aux élections législatives sur la dixième circonscription de la Haute-Garonne. Il est élu avec 60,7 % des voix au second tour et siège au groupe La République en marche (LREM).
À l'Assemblée nationale, il se mobilise notamment pour que le « droit humanitaire international » soit respecté au Yémen, touché par une guerre civile, s’opposant notamment à la vente d'armes françaises à l'Arabie saoudite et aux Émirats arabes unis ainsi que sur les relations entre la France et les pays du continent africain. Il préside la commission d'enquête sur les migrations, les déplacements de populations et les conditions de vie et d’accès au droit des migrants, réfugiés et apatrides en regard des engagements nationaux, européens et internationaux de la France d'avril à novembre 2021, concluant à une maltraitance d'État de la part de la France à l'égard des personnes migrantes.
En juin 2018, il fustige les atermoiements de la France et de l'Union européenne face au sort de l'Aquarius, un navire rempli de migrants qui est resté bloqué plusieurs jours en Méditerranée avant d'être accueilli à Valence, en Espagne.
Le 8 novembre 2018, à la veille des célébrations du centenaire de l'armistice de 1918 et du premier Forum pour la paix organisé à Paris, il lance l'Appel de Paris pour la paix au Yémen entouré de députés français, britanniques, allemands, italiens et néerlandais.
Tenté de rejoindre le nouveau groupe Libertés et territoires, il y renonce, jugeant qu'il penche trop à droite. Le 20 décembre 2018, il est exclu du groupe LREM à l'Assemblée nationale pour avoir voté contre le budget 2019,. Le même jour, il annonce à La Dépêche du Midi qu'il savait à l'avance qu'il serait exclu du groupe parlementaire et qu'il quitte le parti La République en marche. Il critique « une coquille vide idéologique » et « un exécutif tout puissant » qui domine les parlementaires. Ses désaccords avec la majorité portent notamment sur les questions environnementales»
Le 17 février 2019, considérant que son travail de contrôle parlementaire est entravé, il dépose une plainte auprès de la Commission européenne afin que la Cour de justice de l'Union européenne dise le droit sur la légalité des ventes d'armes à l'Arabie saoudite et aux Émirats arabes unis en regard de la position commune 2008/944/PESC du Conseil du 8 décembre 2008 définissant des règles communes régissant le contrôle des exportations de technologie et d’équipements militaires. Lors de la séance des questions au gouvernement du 19 février, il déploie une banderole dans l'hémicycle sur laquelle est inscrit : « La France tue au Yémen », ce qui lui vaut un rappel à l'ordre et inscription au procès-verbal par le président de l'Assemblée nationale Richard Ferrand.
Pour les élections européennes de mai 2019, avec le Mouvement des progressistes dont il est porte-parole, il soutient la liste « Urgence écologie » menée par le philosophe Dominique Bourg. Il figure sur la liste, en position inéligible à la 77e position, suivi de Delphine Batho et Antoine Waechter.
Depuis janvier 2019, il milite pour la libération de l’ancien directeur de la radio télévision publique du Cameroun (Crtv) Amadou Vamoulké, emprisonné depuis 2016, sans jugement. Le 19 décembre 2019, il interroge le ministre des Affaires étrangères Jean-Yves Le Drian sur la situation au Cameroun.
En 2022, il fonde le parti de centre-gauche Éducation Démocratie Dignité (EDD), dont il devient le premier président.
En avril 2022, il dépose une proposition de loi constitutionnelle visant la création de Jurés du Parlement, seul moyen de « déconcentrer la démocratie et renouer le lien entre représentants et représentés »[réf. nécessaire].
Le 8 avril 2022, il annonce qu'il votera Jean-Luc Mélenchon au premier tour de l'élection présidentielle le surlendemain.

## Publications

### Ouvrages
- Togo. La démocratie étouffée, Teham éditions, Paris, 2023
- Amadou Vamoulké. Lettres à la France depuis Kondengui, Teham éditions, Paris, 2019
- L’égalité femmes - hommes. Chemins d’Occident, (dir.), Alma éditeur, Paris, 2019
- Reinette 2.0, Alma éditeur, Paris, 2017
- Rompez les lances ! Chevaliers et tournois au Moyen Âge, éditions Autrement, Paris, 2010  (ISBN 2746714442)  (EAN 978-2746714441)
- Le Spectacle des joutes : sport et courtoisie à la fin du Moyen Âge, Presses universitaires de Rennes, 2012  (ISBN 2753521484)  (EAN 978-2753521483)
- Pamphlet, éditions de l'AN Zéro, Toulouse, 2015  (ISBN 979-10-92735-00-0)
- Dialogue aux enfers entre Machiavel et Montesquieu, de Maurice Joly, réédition numérique, éd. de l'AN Zéro, Toulouse, 2013  (ISBN 979-10-92735-01-7)
- (en) Cameroon? We all have to stop this comedy, Paris, Teham Éditions, 2020 (ISBN 979-1-0901-4745-4)

### Postface
- Robert Hue, Laissez la place ! Pour une révolution progressiste, Paris, 2016